# Barbara Hepworthová
Jocelyn Barbara Hepworthová, DBE (nepřechýleně Hepworth; 10. ledna 1903 Wakefield, West Yorkshire – 20. května 1975 St. Ives, Cornwall, Spojené království) byla britská sochařka. Její díla představovala nové ideje a spolu s generačními druhy (Ivon Hitchens, Henry Moore, Ben Nicholson, Naum Gabo) byla zakladatelkou moderního umění, zejména sochařství, v Británii.

## Život
Narodila se jako nejstarší dítě Herberta a Gertrude Hepworthových. Její otec byl stavební inženýr v radě hrabství West Riding a roku 1921 se stal stavebním inspektorem. Navštěvovala Wakefield Girls High School a získala stipendium ke studiu na Leeds School of Art od roku 1920 (kdy se zde setkala s Henry Moorem). Následujícího roku jí hrabství udělilo stipendium ke studiu na Royal College of Art, kde získala závěrečný diplom roku 1924, a jako stipendistka RCA pokračovala ve studiu v Itálii.
Do Florencie a Říma odjela se sochařem John Skeapingem, za kterého se později provdala a měla s ním syna Paula. Po návratu do Londýna (1926) se oba stali členy 7 & 5 Society, která sdružovala moderní výtvarníky. Manželé se rozvedli v roce 1931.
Ve 30. letech navštívila Paříž s malířem Benem Nicholsonem a seznámila se s Brancusim, Picasem, Braquem, Arpem a Piet Mondrianem. Hepworthová a Nicolson se stali roku 1933 členy Abstraction Création a Unit One, roku 1934 rodiči trojčat (Simon, Rachel and Sarah) a roku 1938 uzavřeli manželství.
Na počátku války se rodina přestěhovala do St. Ives v Cornwallu. Zde se starala o své 4 děti a zabývala se komorní plastikou. Do St. Ives se z Londýna uchýlil také Naum Gabo, který silně ovlivnil pozdější tvorbu sochařky. Od roku 1949 pracovala Hepworthová v tamějších Trewyn studios až do své smrti. Manželství s Benem Nicholsonem bylo rozvedeno roku 1951.
Roku 1950 se zúčastnila Benátského bienále a o rok později dvěma sochami na Festival of Britain. Po retrospektivní výstavě ve Wakefield (1951) následovaly retrospektivy ve Whitechapel Gallery (1954, 1962) a Tate Gallery (1968). Roku 1959 obdržela Grand Prix na bienále v Sao Paolo.
Vystupovala v dokumentu 5 britských sochařů (Práce a Výpovědi) amerického režiséra Warren Forma z roku 1964. Roku 1965 obdržela titul Dame of the British Empire(CBE), roku 1968 čestný doktorát na Univerzitě v Oxfordu. Od roku 1964 byla kurátorkou Tate Gallery.
Zemřela při požáru jejího ateliéru v St. Ives, Cornwall, dne 20. května 1975 ve věku 72 let.

## Dílo

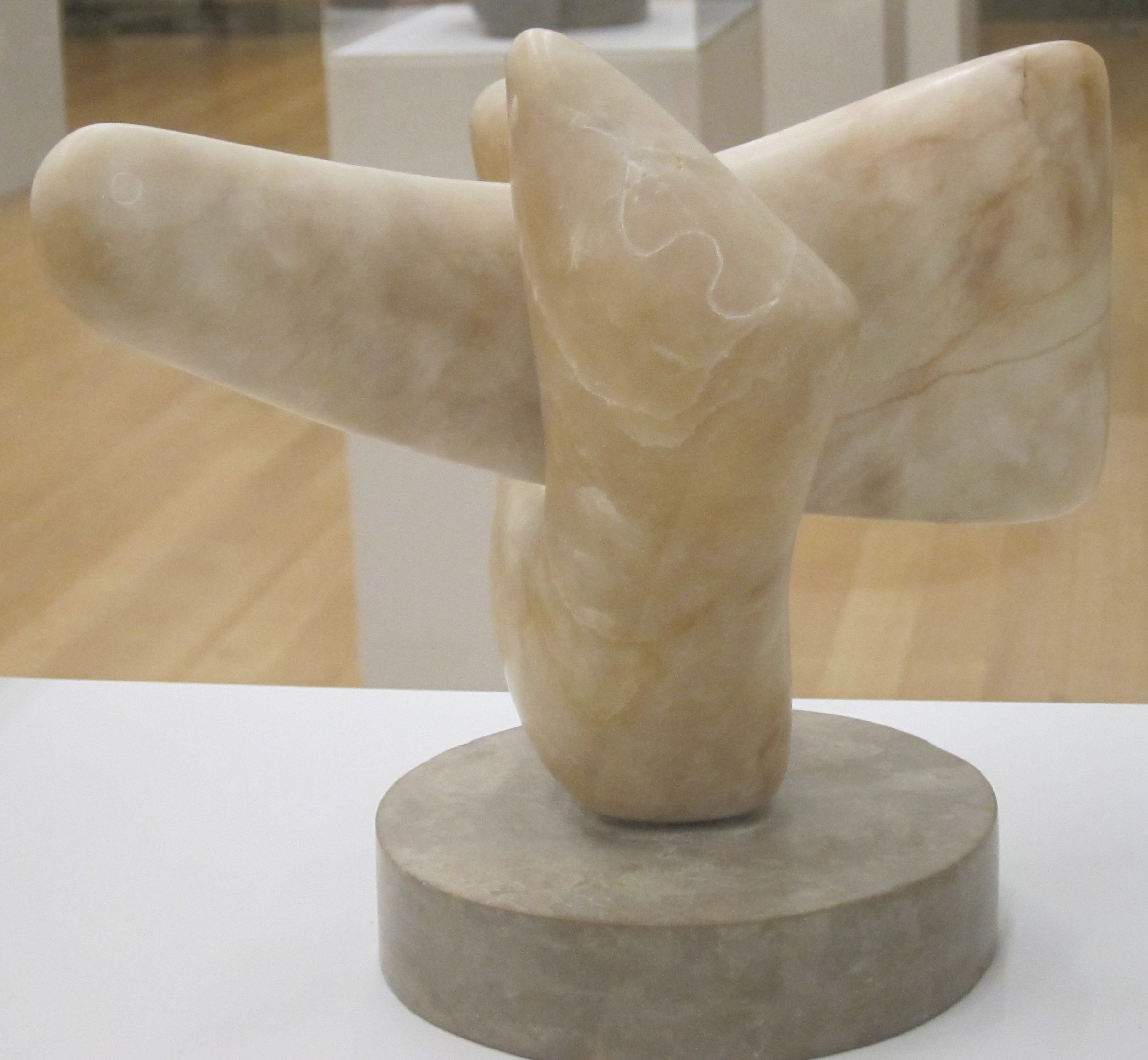
Two Forms, 1933, Tate Britain

Začínala jako kamenosochařka a využívala nejrůznější druhy kamene lámané v Anglii (vápenec z Hopton Wood, červený pískovec) nebo alabastr a exotická dřeva. Již v jejích raných dílech je patrný neobyčejný cit pro materiál a postupné směřování od figury k abstraktním organickým tvarům (Sculpture with Profiles, 1932, Two Forms, 1933). Byla stejně jako Henry Moore přitahována uměním „primitivů“, ale v souvislosti s členstvím ve skupině Abstraction Création (1933) se silným inspiračním zdrojem stal i pařížský surrealismus a abstraktní umění.

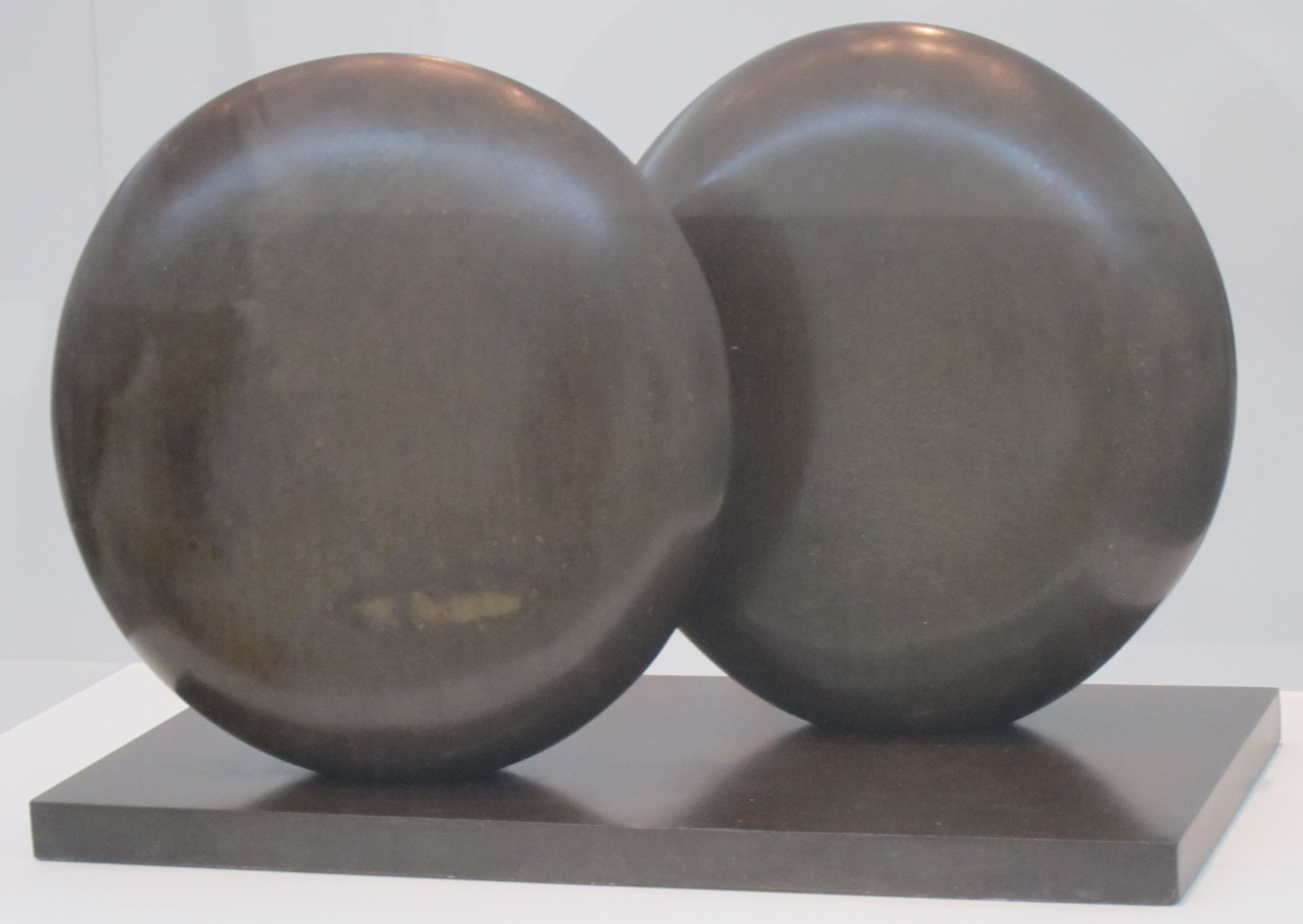
Discs in Echelon, 1935, Tate Modern

Ještě roku 1934, v době těhotenství, tvoří figurální Mother and Child (1934), ale už v roce následujícím přechází k čisté abstrakci (Discs in Echelon, 1935, Three Forms, 1935) a zkoumání prostorových vztahů. Její plastiky z 30. let se vyznačují oblými organickými tvary a hladkým povrchem. Důležitou roli v celém jejím sochařském díle hraje perforace hmoty a prázdný konkávní prostor uvnitř tvaru. Od počátku 40. let v některých komorních sochách používá barvu a kombinaci hmoty se strunovým výpletem (Sculpture with Colour, Deep Blue and Red, 1940). Řada soch souvisí s krajinou a mořem v Cornwallu (Landscape structure, 1944, Pelagos, 1946).
V kresbách se zabývá vztahy figur, které pak převede do kamene jako fúzi dvou organických tvarů – postav (Bicentric form, 1949, Image, 1951-2) nebo v prostoru aranžované skupiny útvarů (Group I (Concourse), 1951, Group II, People Waiting, 1952). Sochy inspirované krajinou nazývá Forms s odkazem na konkrétní útvar v krajině (Curved Form (Trevalgan), 1956).

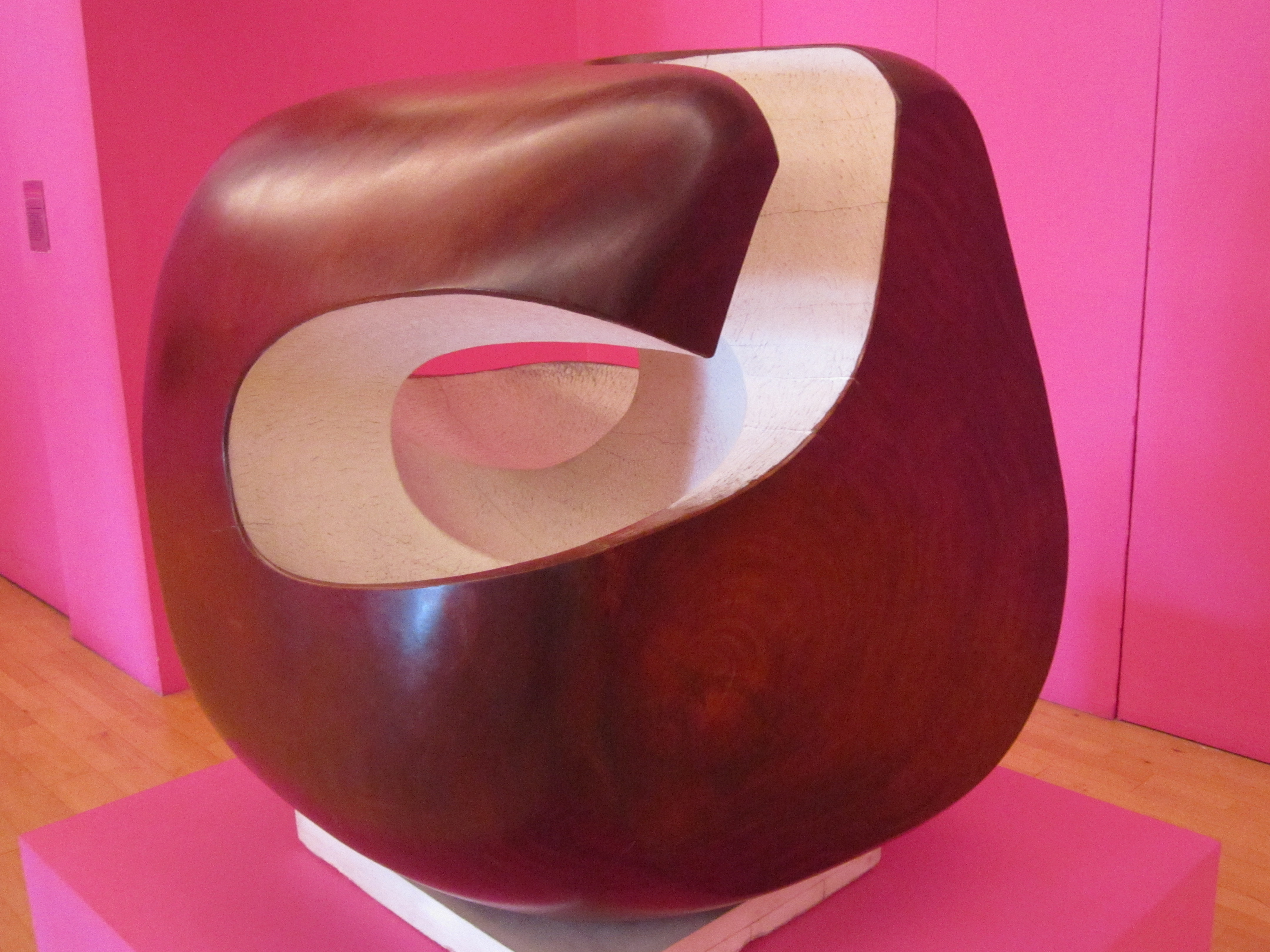
Corinthos, 1954/5, Tate Liverpool

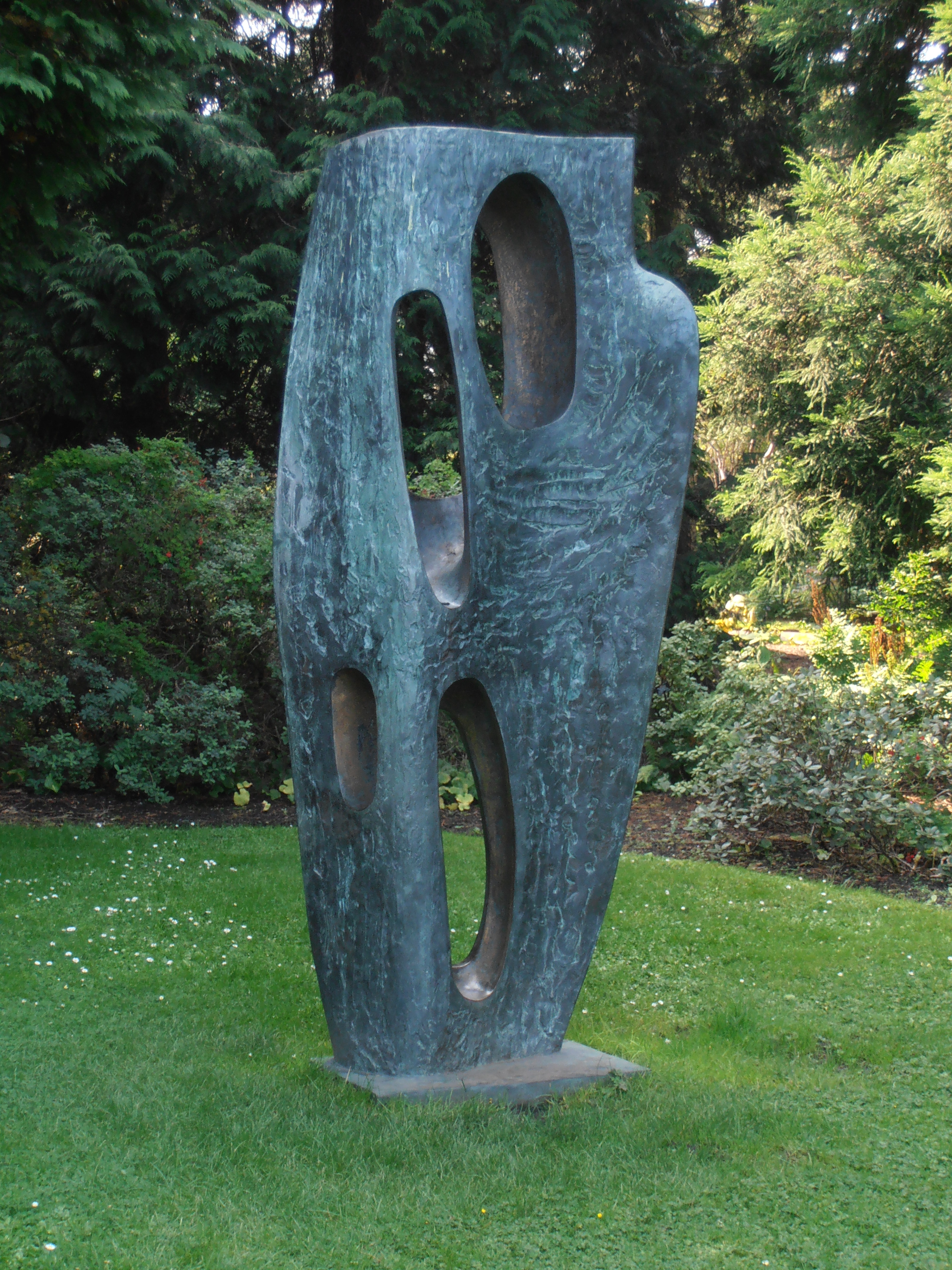
Rock Form (Porthcurno), 1964, Royal Botanic Garden, Edinburgh

Od poloviny 50. let se zabývá i zcela abstraktními tématy (Theme on electronics, Orpheus, 1956–59) a od skulptur přechází ke konstrukcím (Winged figure, 1963). Modeluje složité prostorové tvary i figury určené do exteriéru a k odlití do bronzu (Figure for Landscape, 1959/60), ale zároveň tvoří abstraktní sochy ve dřevě a mramoru (Image II, 1960, Pierced Form, 1963/4), které komentuje:
„'I believe that the dynamic quality of the surfaces of a sculpture can be increased by devices which give one the impression that a form has been created by forces operating within its own mass as well as from outside... the piercing of mass is a response to my desire to liberate mass without departing from it.“
"Věřím, že dynamická kvalita povrchů sochy může být zesílena prostředky, které navozují dojem, že tvar vznikl silami, které hmotu formovaly zevnitř i z vnějšku... proražení hmoty je výrazem mé touhy osvobodit ji aniž bych hmotu opustila".
Nadále označuje své sochy většinou jako tvary nebo znaky (Single form, 1961) nebo pojmenovává jejich geometrické formy (Squares with two circles, 1963). Opouští dosavadní rozměry svých plastik respektující měřítka lidské postavy a v exteriérových plastikách směřuje k monumentalitě (Four-Square (Walk Through), výška 4,3 m, 1966, Single Form (pro OSN), výška 6,4 m, 1964).

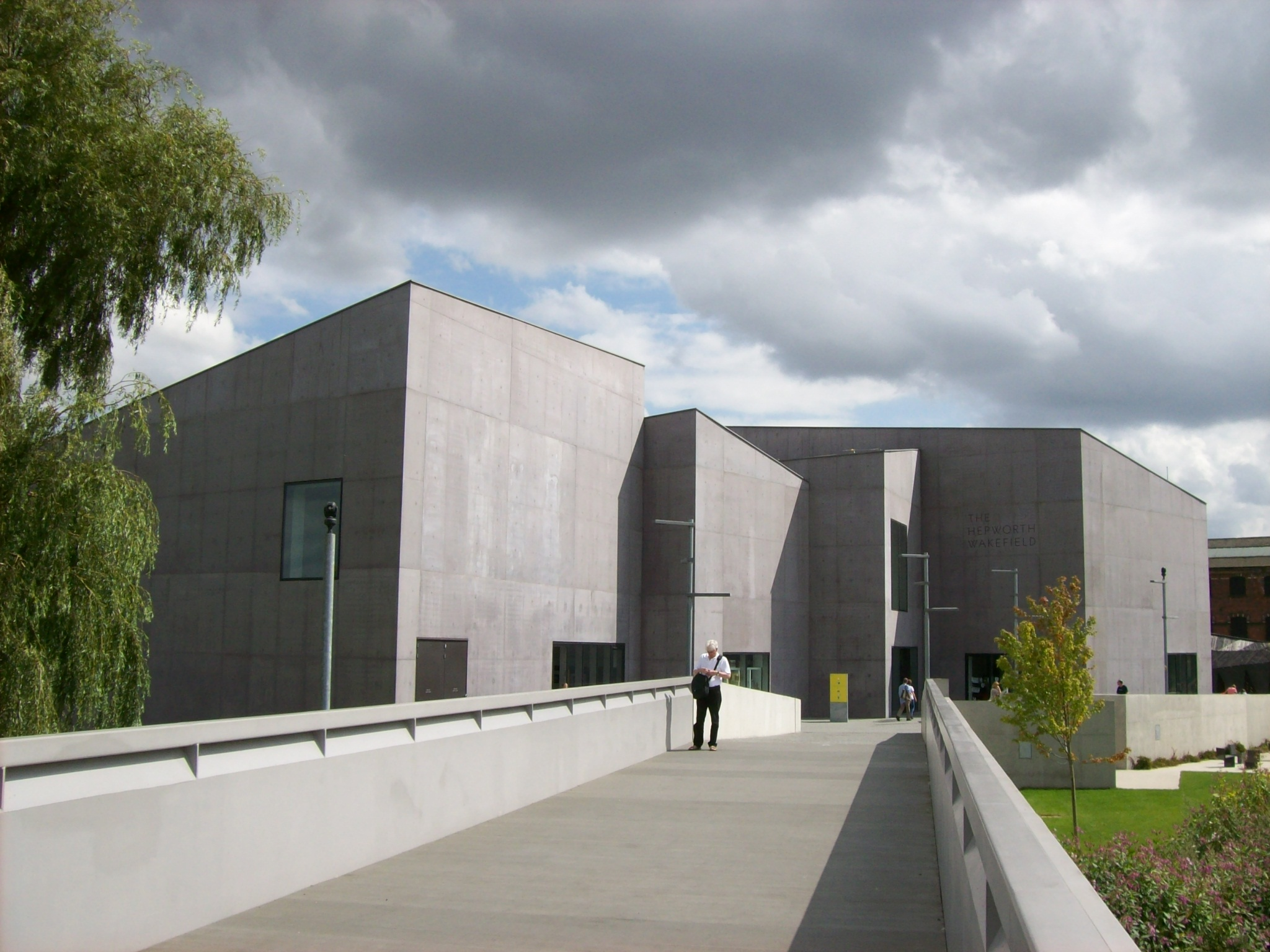
The Hepworth Wakefield Museum

V 70. letech tvoří sérii abstraktních grafik a kreseb a figurální skupiny pro sochařské parky (Family of Men, 1970, Conversation with Magic Stones, 1973), ale vrací se i k sochařství v kameni v několika komorních plastikách, kde znovu uplatňuje svůj vytříbený cit pro materiál (Stone face, 1973, Fallen Images, 1974/75)).
V bývalém ateliéru a domově je nyní zřízeno Muzeum Barbary Hepworthové. V květnu 2011 bylo nákladem 35 mil. Liber zřízeno nové muzeum The Hepworth Wakefield ve West Yorkshire.

## Sochy ve veřejném prostoru (výběr)

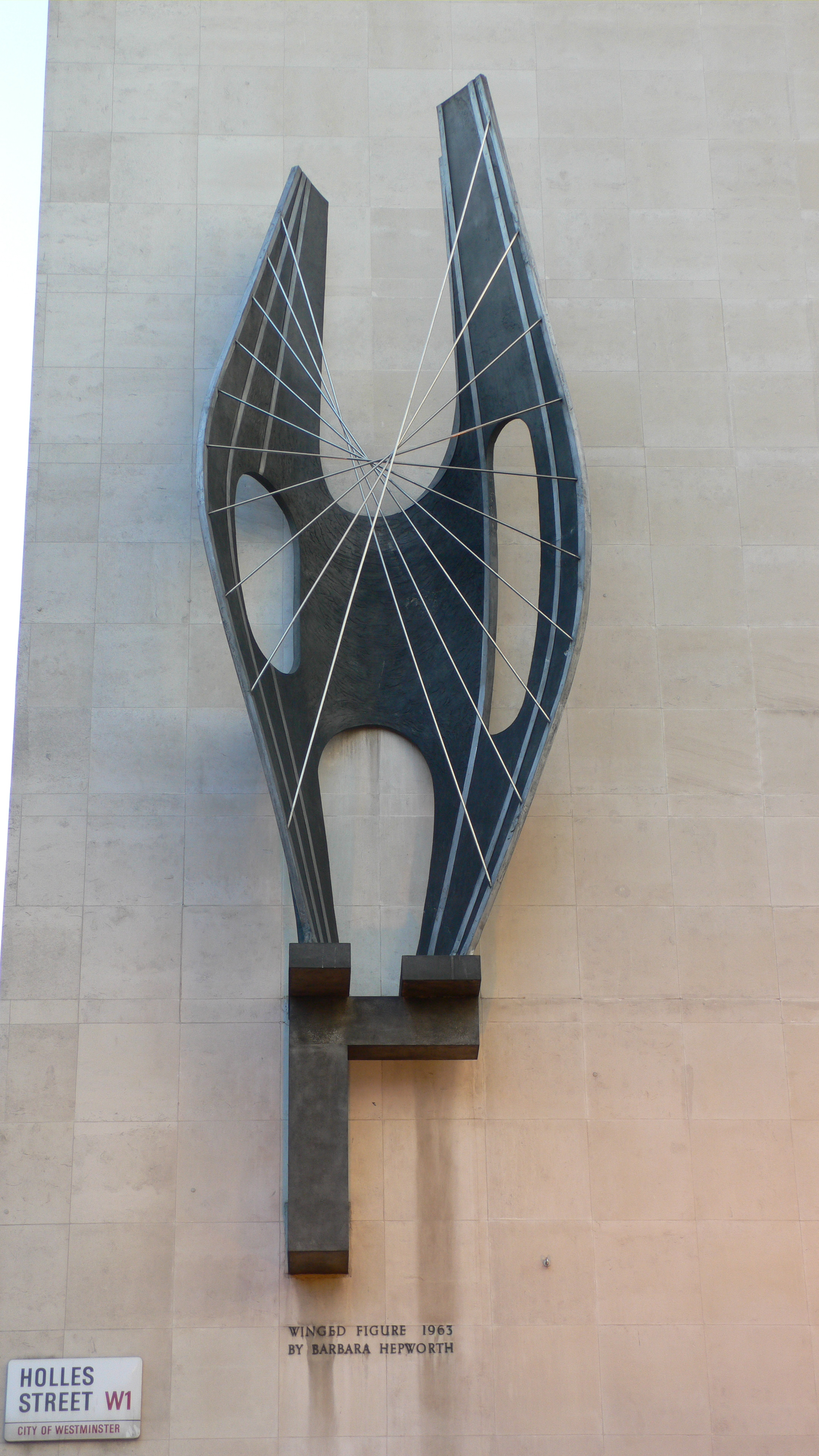
Winged Figure, 1963, Oxford Street

- 1953 Monolith (Empyrean), Kenwood House in Hampstead
- 1953 Madona and child, Parish church, St Ives (památník synu Paulovi, který zahynul při leteckém neštěstí během služby u Královského letectva v Thajsku)
- 1958 Ascending Form (Gloria), New Hall, Cambridge
- 1961–64 Single Form , památník příteli a Generálnímu tajemníku OSN Dag Hammarskjold, který zahynul při leteckém neštěstí, budova OSN, New York
- 1962 Winged Figure, the John Lewis building, Oxford Street
- 1966 Four-square walk-through, Churchill College, Cambridge
- 1966 Construction (Crucifixion): Homage to Mondrian, Winchester Cathedral
- 1969 Two Forms, Divided Circle, Dulwich Park v jižním Londýně (2011 byla odcizena ze soklu, pravděpodobně sběrači kovů)

## Zastoupení ve sbírkách (výběr)
- St Ives, Barbara Hepworth Museum and Sculpture Garden (v majetku a správě Tate Gallery)
- The Hepworth Wakefield
- Tate Gallery, London
- The British Council, London
- Government Art Collection, London
- Scottish National Gallery of Modern Art, Edinburgh
- Rijksmuseum Kröller-Müller, Otterlo
- Museum Boymans-van Beuningen, Rotterdam
- Wilhelm-Lehmbruck Museum, Duisburg
- Fondation Maeght, Saint-Paul
- Izraelské muzeum, Jerusalem
- Muzeum moderního umění, New York
- Hirshhorn Museum and Sculpture Garden, Washington D.C.
- Art Institute of Chicago
- San Francisco Museum of Modern Art
- J. Paul Getty Museum, Los Angeles
- Yale Center for British Art, New Haven
- Art Gallery of Ontario, Toronto
- National Gallery of Canada, Ottawa
- The National Museum of Modern Art, Kyoto
- Hakone Open-Air Museum
- The National Gallery of Victoria, Melbourne
- The Museum of New Zealand, Wellington

## Galerie

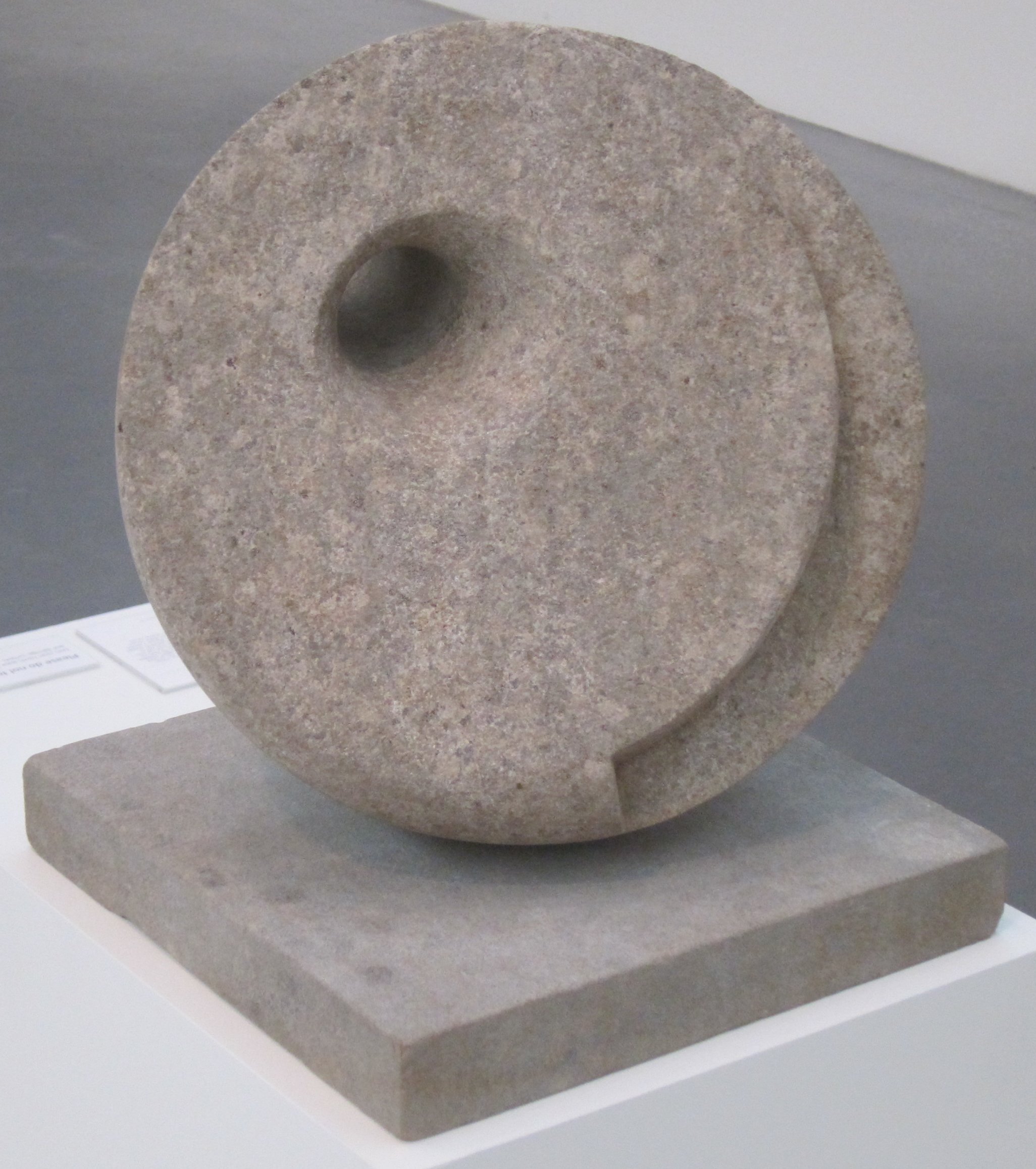
Pierced Hemisphere II, 1937/8 , Tate Modern
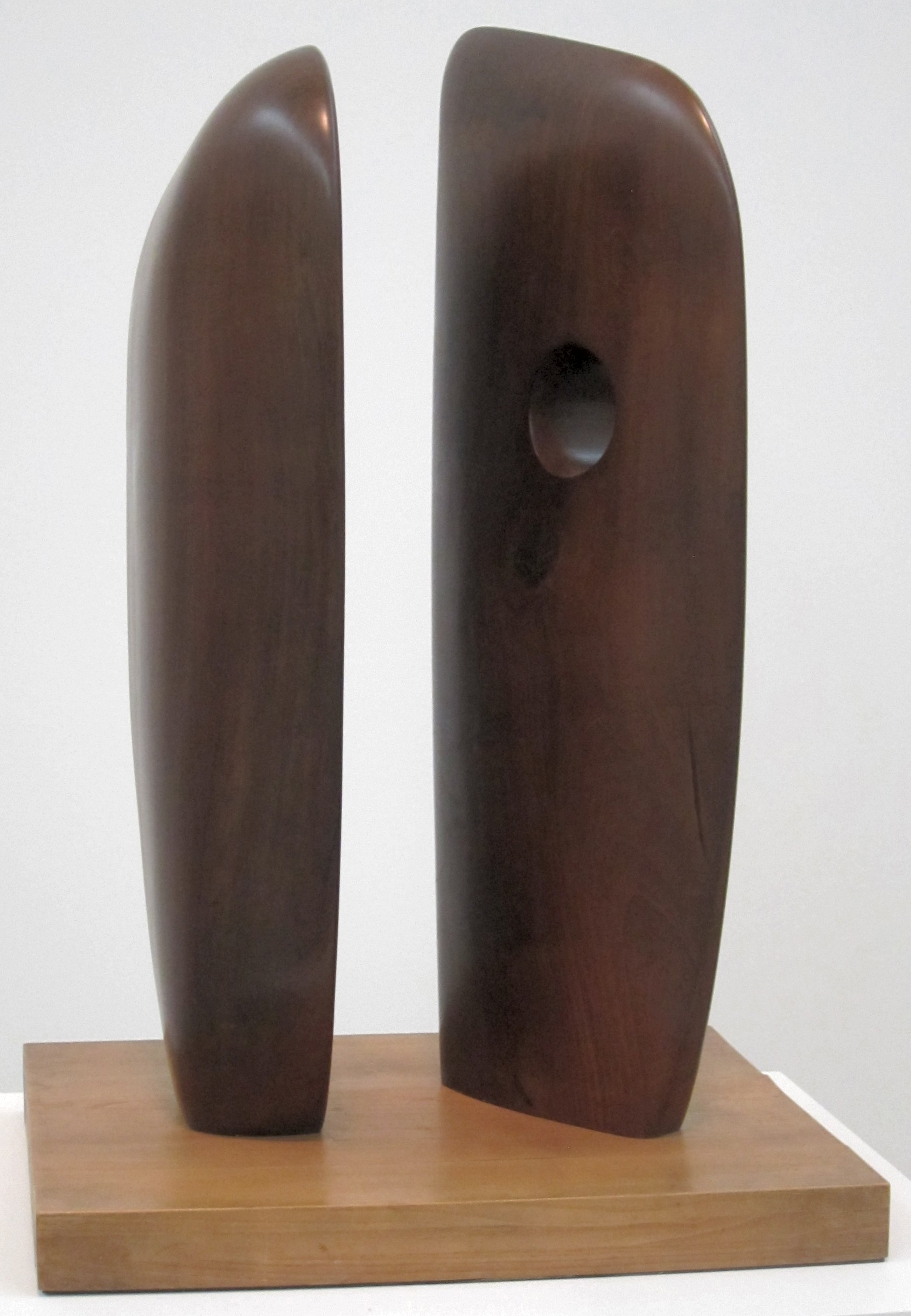
Forms in Echelon, 1938, Tate Modern
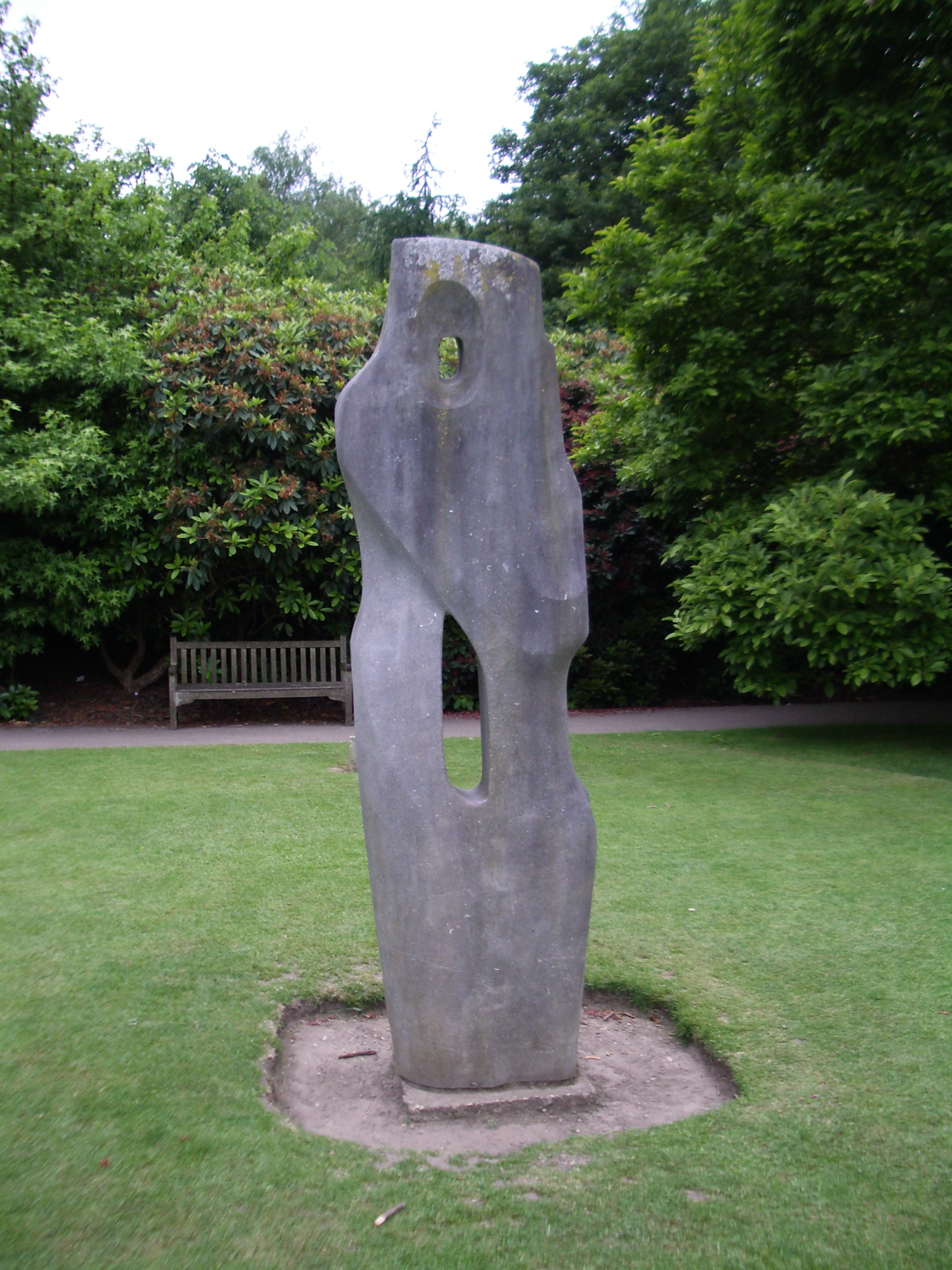
Monolith (Empyrean), 1953, Gardens of Kenwood House, London
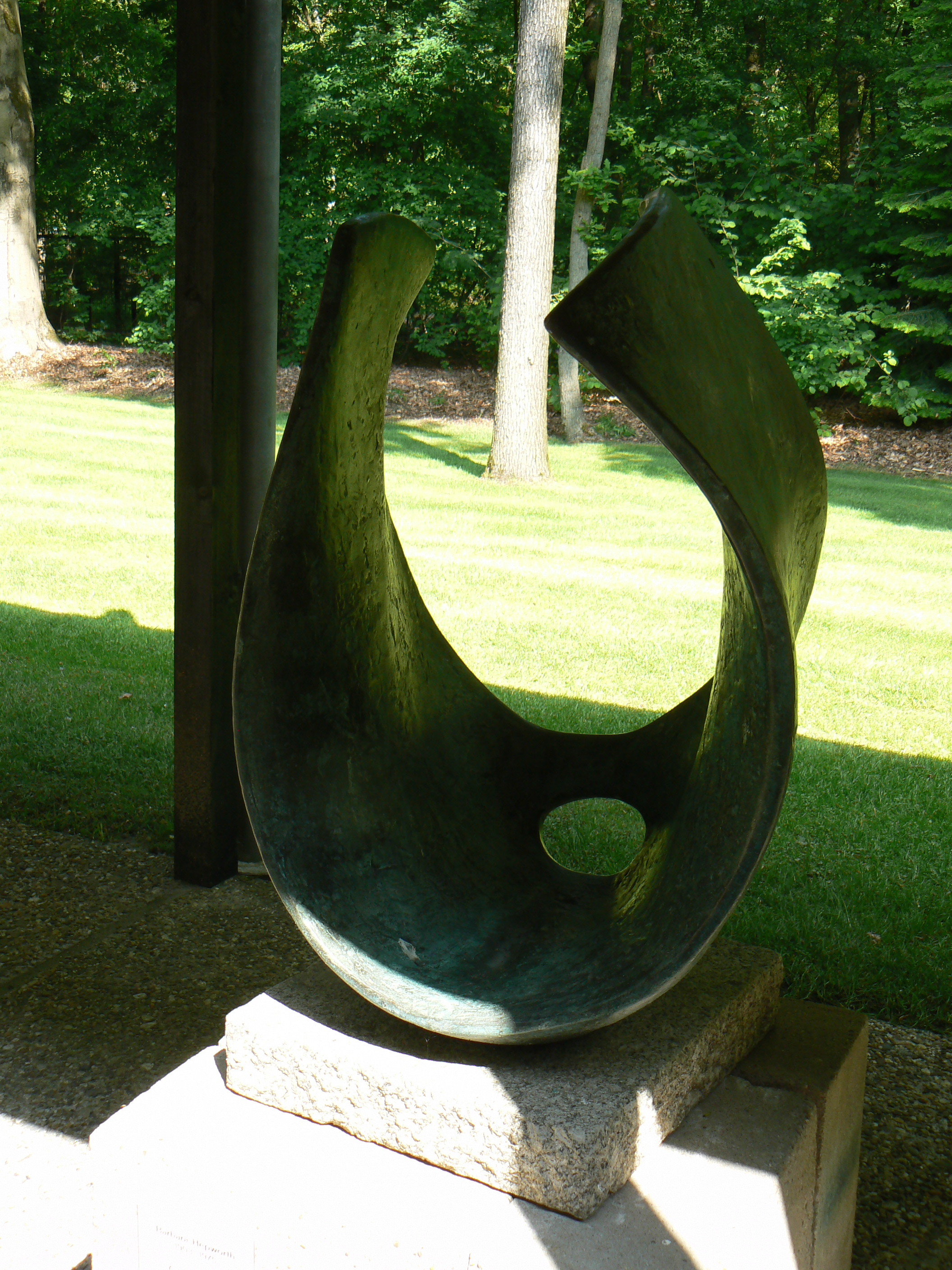
Curved form (Trevalgan), 1956, KMM Sculpture Park, Holandsko
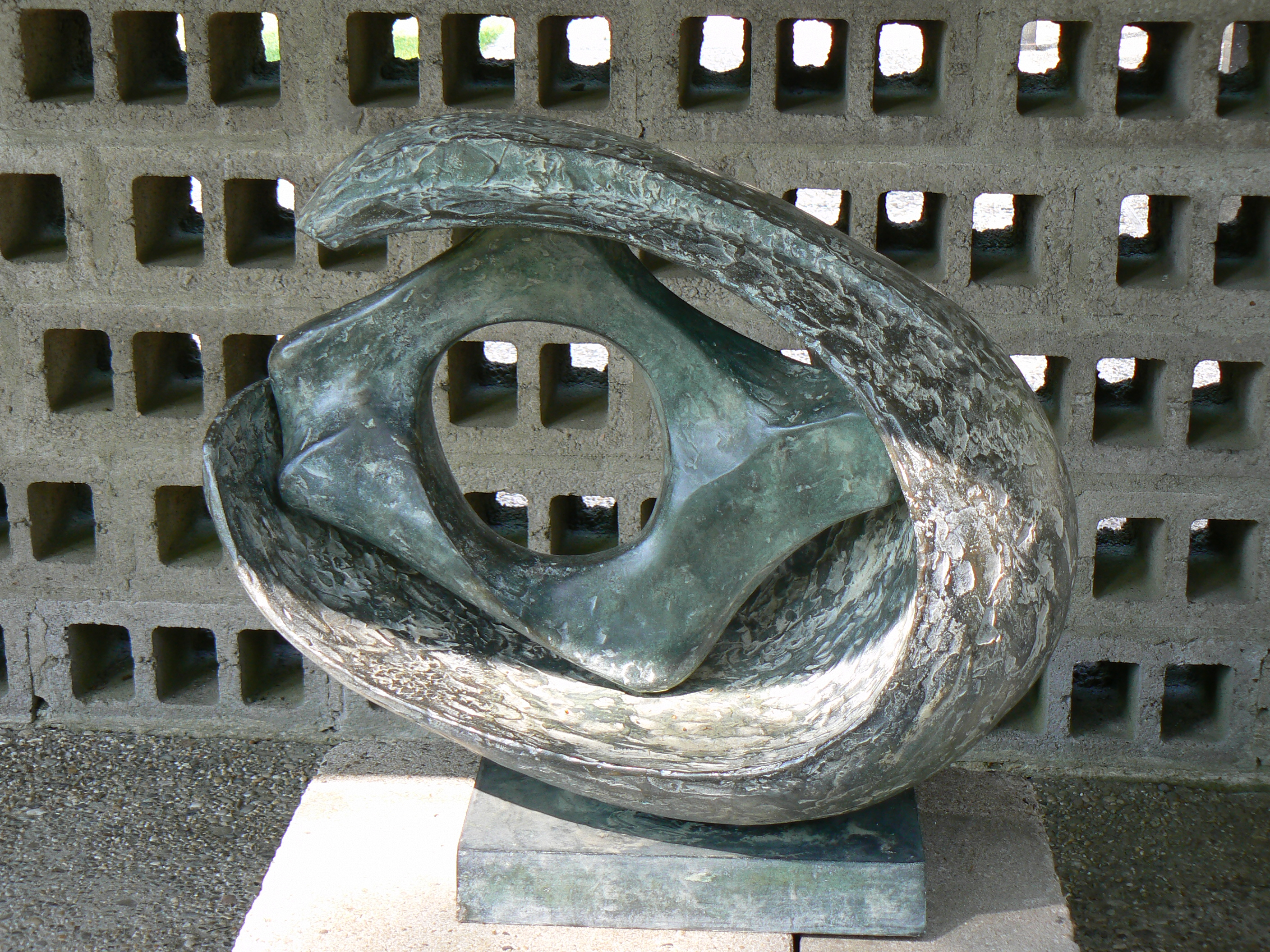
Curved form with inner form (Anima), 1959, KMM Sculpture Park, Holandsko
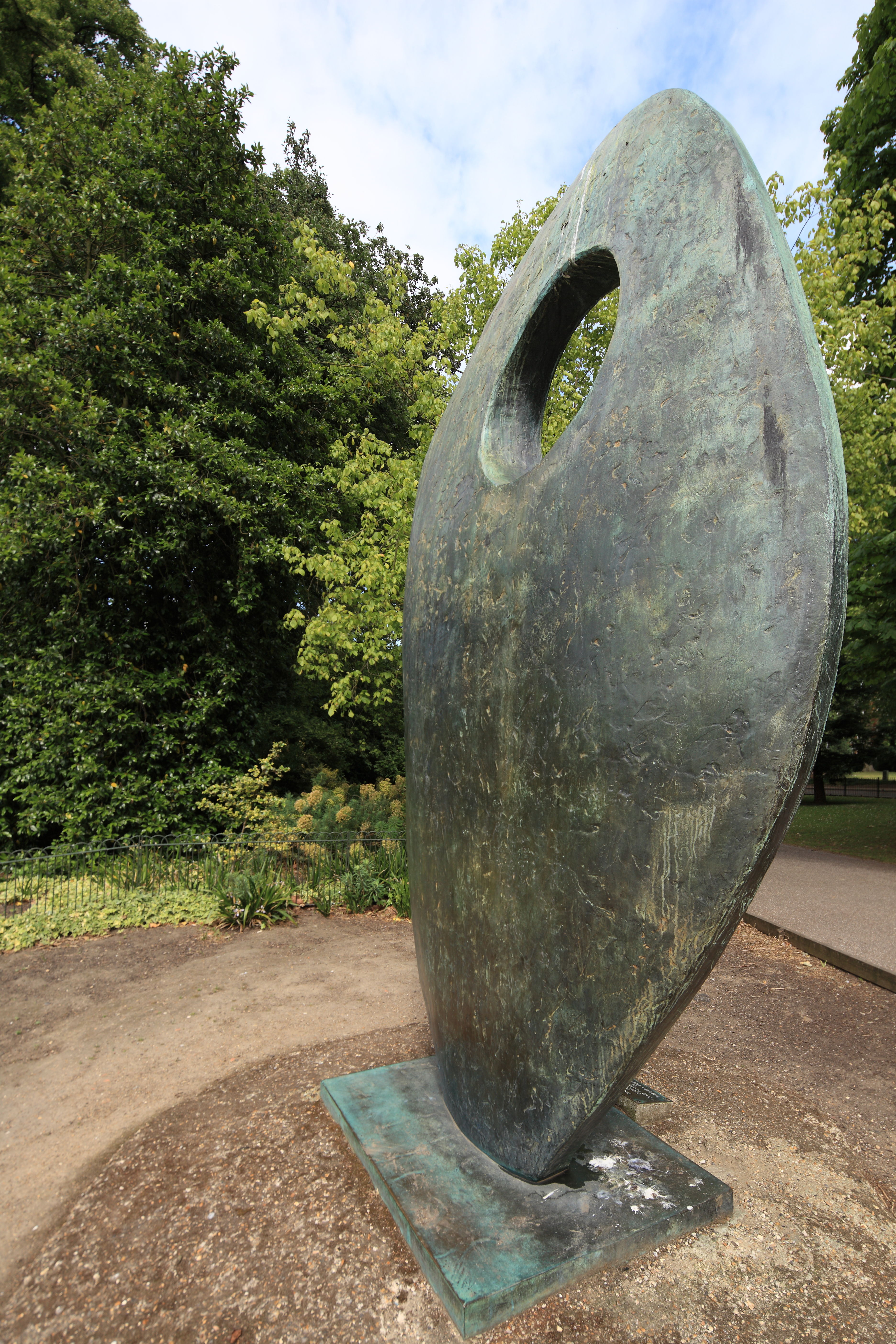
Single Form, 1961 Battersea Park
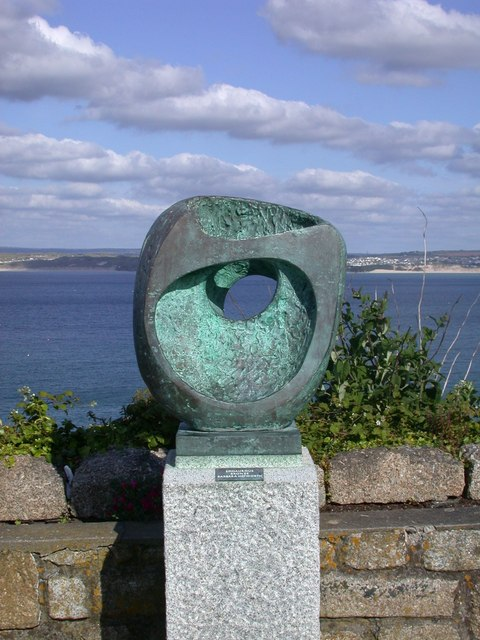
Epidauros, 1961, St. Ives
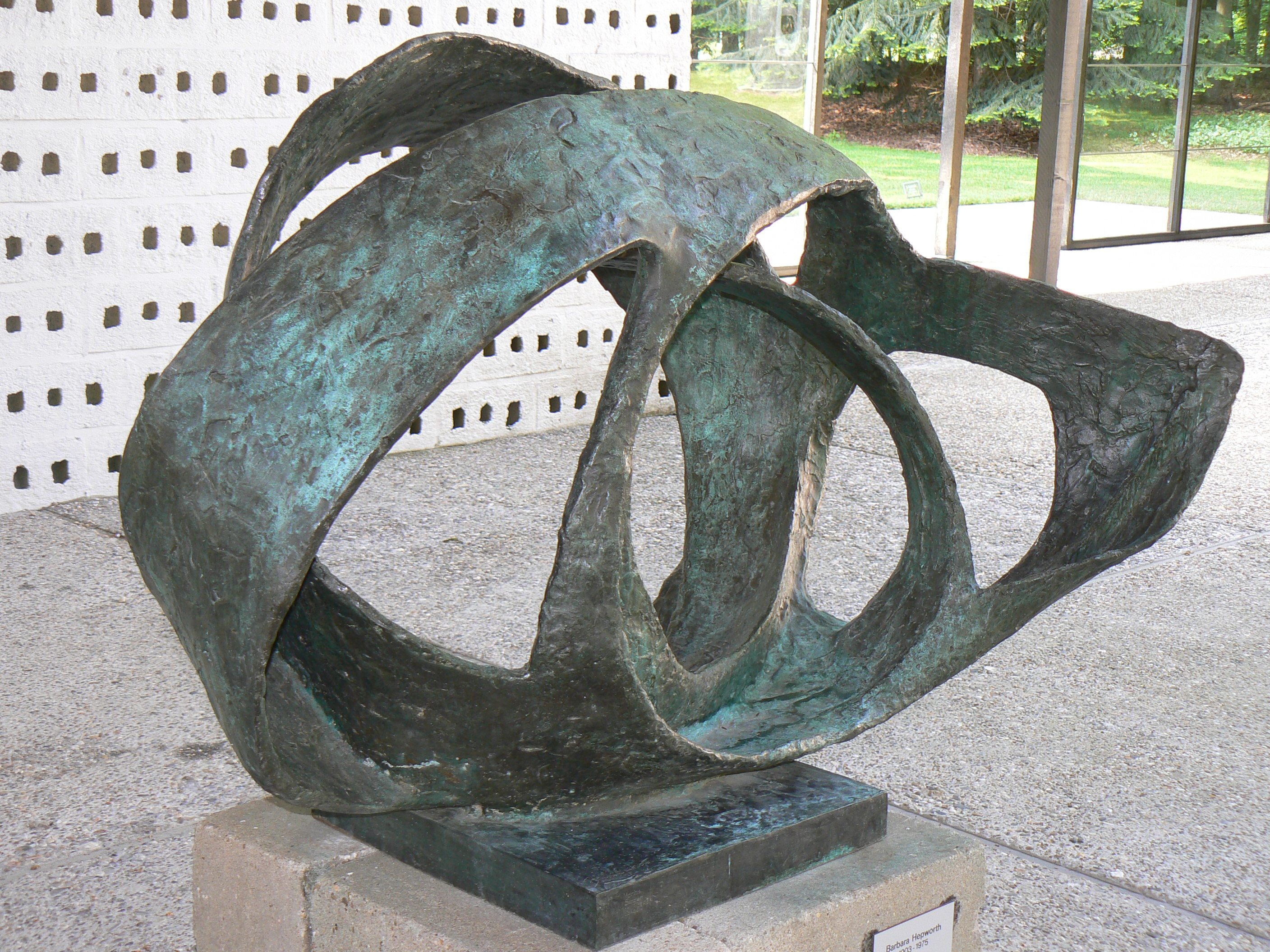
Oval form (Trezion), 1962/3, KMM Sculpture Park, Holandsko
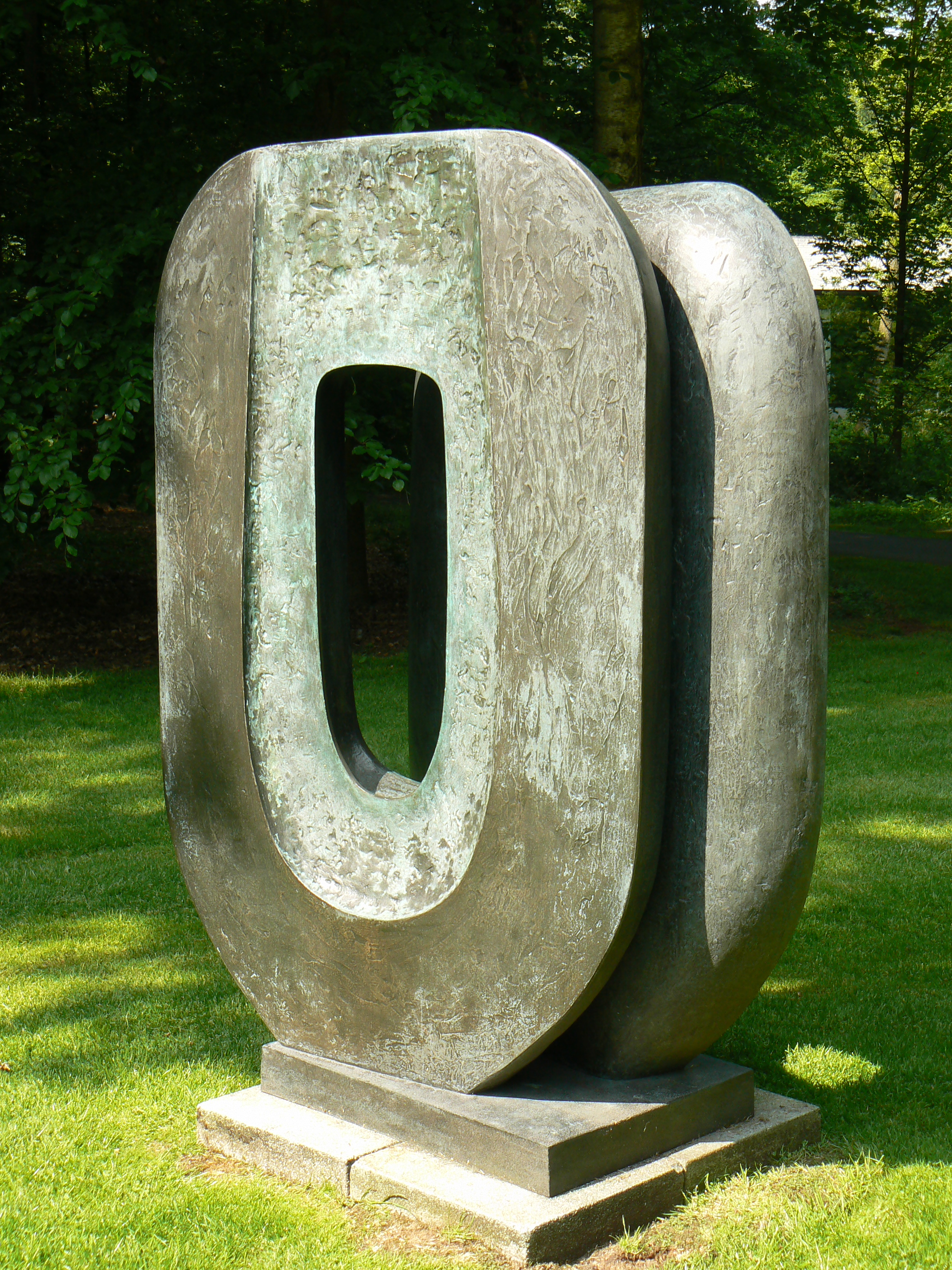
Dual form, 1965, KMM Sculpture Park, Holandsko
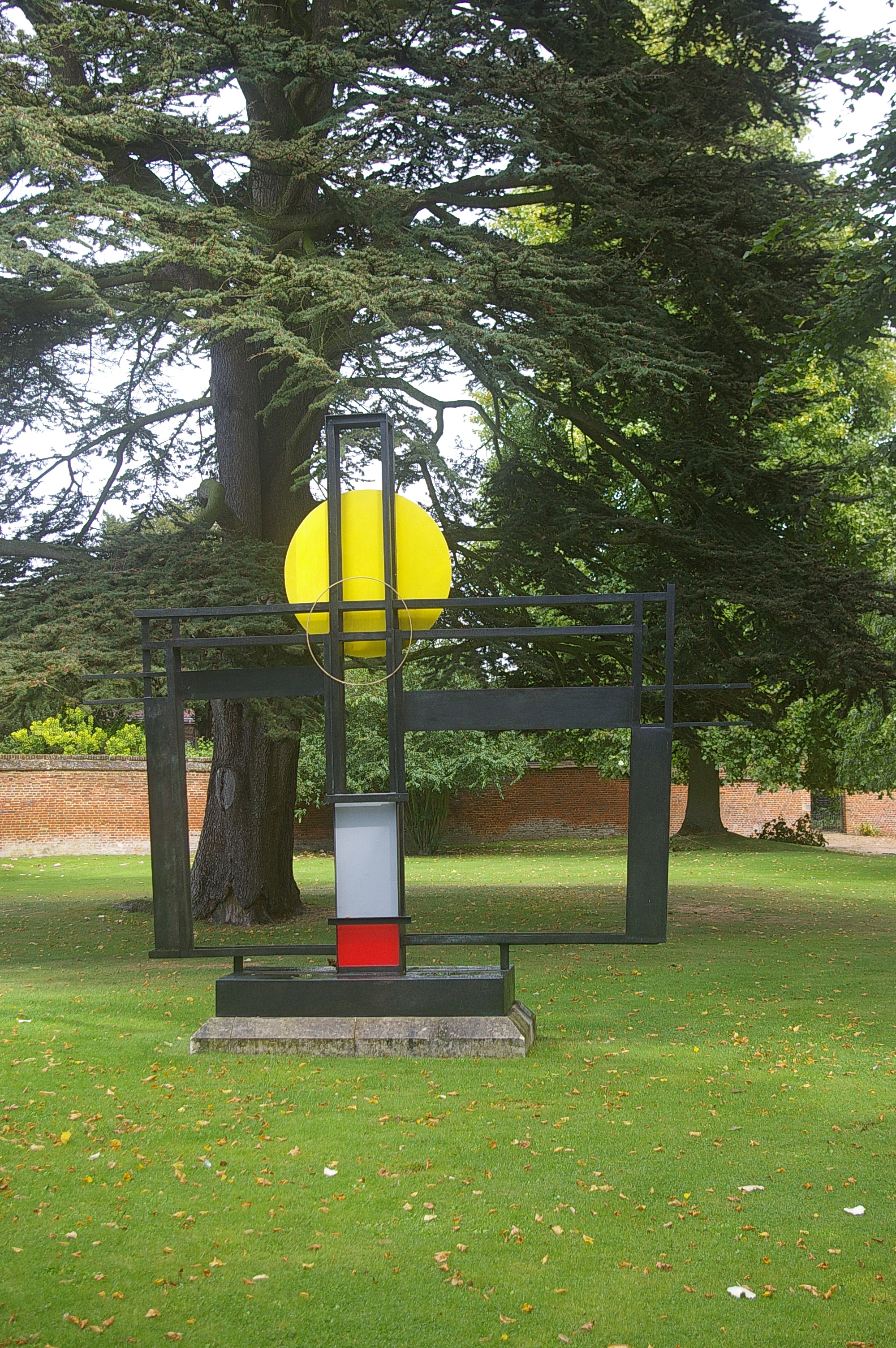
Crucifixion, Hommage to Mondrian, grounds of Winchester Cathedral, 1966
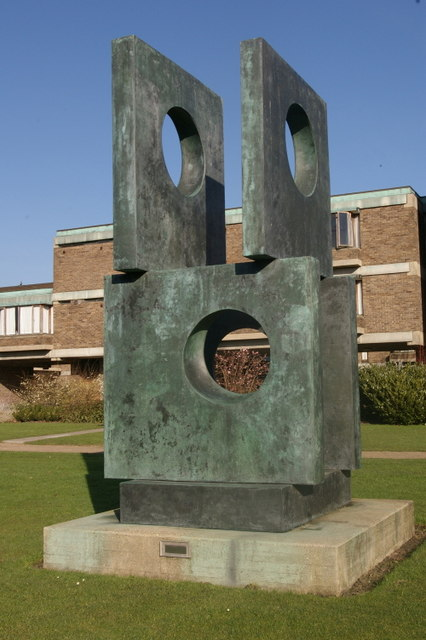
Four Square Walk Through, 1966, Churchill College, Cambridge
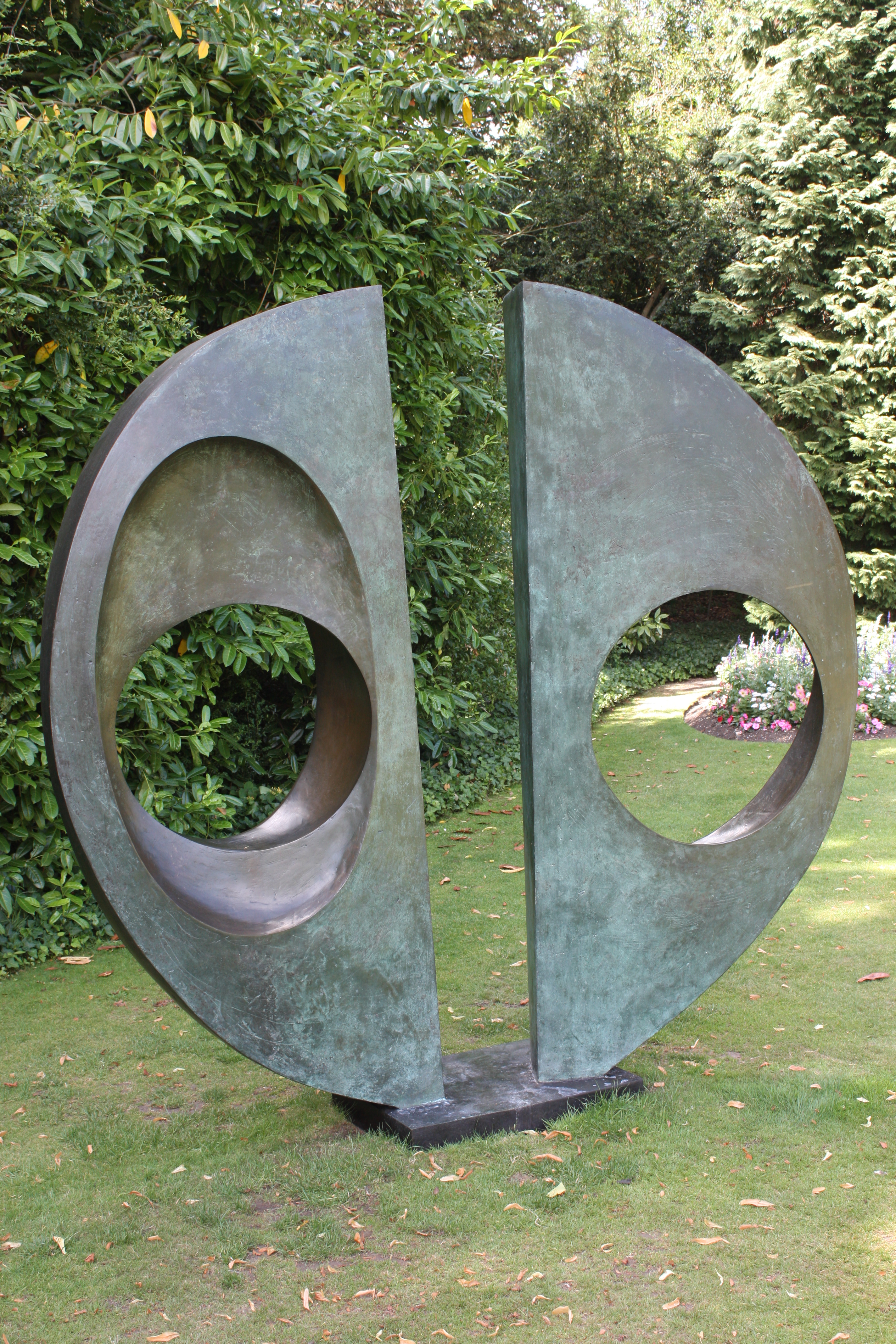
Two Forms, Divided Circle, 1969, Clare College, Cambridge